# Glutaminian sodu
Glutaminian sodu, skr. MSG, E621 – organiczny związek chemiczny, sól sodowa kwasu glutaminowego.

## Historia
Od setek lat kuchnia dalekowschodnia wykorzystywała jako składnik potraw wodorost listownicę japońską (Laminaria japonica), znany jako kombu. W 1908 roku japoński uczony prof. Kikunae Ikeda wyizolował z listownicy związek chemiczny nadający jej niepowtarzalny smak – kwas glutaminowy. Smak ten nazwano umami. Niedługo po odkryciu rozpoczął produkcję przyprawy, będącej oczyszczonym glutaminianem sodu, która znana jest na Wschodzie jako Aji-no-moto (czyli „istota smaku”). W Polsce zaczął być stosowany przemysłowo w połowie lat pięćdziesiątych.

## Zastosowanie
- Szeroko stosowany jako dodatek do żywności, jest np. składnikiem zup instant, sosów, przypraw, konserw rybnych, jako wzmacniacz smaku i zapachu.
- Jedna z ważniejszych substancji w chemii spożywczej.

## Otrzymywanie
Kwas glutaminowy na skalę przemysłową uzyskuje się według trzech technologii:
- z surowców o dużej zawartości białka, które stanowią produkty uboczne (np. śruty poekstrakcyjne, kazeina, albumina, gluten) w wyniku ich hydrolizy kwasowej
- z surowców odpadowych w przetwórstwie buraka cukrowego (wywary pomelasowe)
- z surowców o charakterze węglowodanów – biosynteza (poprzez hodowlę bakterii Corynebacterium glutamicum, Brevibacterium divaricatum(inne języki), Micrococcus glutamicus, Bacillus megatermium lub bakterii z rodzaju Microbacterium(inne języki))

Roczna produkcja glutaminianu sodu (łącznie z wolnym kwasem i innymi solami) wyniosła w 2005 r. 1,7 mln ton, w przybliżeniu tyle samo, co łączna produkcja wszystkich pozostałych podstawowych aminokwasów i ich soli.

## Zagrożenia
Nie jest klasyfikowany jako substancja szkodliwa i jest zalegalizowany w Unii Europejskiej jako dodatek do żywności pod numerem E621. Jego toksyczność jest kilkanaście razy niższa od soli kuchennej.
Glutaminian sodu błędnie bywa uznawany za przyczynę tzw. syndromu chińskiej restauracji – rzekomej choroby związanej z nadmiernym spożyciem glutaminianu sodu lub nadwrażliwością na niego. Objawami miałyby być to zawroty głowy, palpitacje serca, nadmierna potliwość i uczucie niepokoju, notowane po spożyciu posiłku w azjatyckich restauracjach. Jednak dokładna weryfikacja danych nie potwierdziła, aby przyczyną tych dolegliwości był glutaminian sodu, zaś pewne typy reakcji alergicznych na potrawy kuchni chińskiej mogą być powodowane innymi jej składnikami, jak np. grzyby, orzechy i zioła.
Istnieją badania wskazujące na związek pomiędzy spożyciem glutaminianu sodu a występowaniem bólów głowy, jednak przegląd systematyczny opublikowany w 2016 roku nie potwierdził takiej zależności, wskazując, że część badań mogła zostać przeprowadzona w niewłaściwy sposób.